# Emtinghausen
Emtinghausen település Németországban, azon belül Alsó-Szászország tartományban. Lakosainak száma 1559 fő (2023. december 31.). Emtinghausen Syke és Riede községekkel határos.

## Népesség
A település népességének változása:
| Lakosok száma | 1496 | 1500 | 1481 | 1520 | 1550 | 1559 |
|               | 2016 | 2017 | 2019 | 2021 | 2022 | 2023 |